# 2013–2014-es nyári átigazolások a Serie A-ban
Ez a lista tartalmazza a 2013–2014-es nyári átigazolásokat az olasz első osztályban. Csak a Serie A csapatoknál történt átigazolások vannak feltüntetve. A nyári átigazolási időszak 2013. március 1-én kezdődött.

## Csapatok

### Atalanta
| Dátum            | Név              | Előző klub       | Új klub  | Ár                   |
| ---------------- | ---------------- | ---------------- | -------- | -------------------- |
| 2013. június 13. | Federico Peluso  | Atalanta         | Juventus | 4 800 000 €          |
| 2013. június 18. | Giuseppe De Luca | Varese           | Atalanta | Nem nyilvános összeg |
| 2013. július 2.  | Luca Cigarini    | Napoli           | Atalanta | 2 250 000 €          |
| 2013. július 10. | Constantin Nica  | Dinamo București | Atalanta | 1 600 000 €          |
| 2013. július 12. | Giulo Migliaccio | Palermo          | Atalanta | Nem nyilvános összeg |
| 2013. július 17. | Ivan Radovanovic | Atalanta         | Chievo   | Nem nyilvános összeg |
| 2013. július 28. | Simone Colombi   | Atalanta         | Padova   | Kölcsönben           |

### Bologna
| Dátum            | Név                   | Előző klub | Új klub        | Ár                   |
| ---------------- | --------------------- | ---------- | -------------- | -------------------- |
| 2013. május 30.  | Abdallah Yaisier      | PSG B      | Bologna        | Szabad átigazolás    |
| 2013. június 14. | Francesco Della Rocca | Palermo    | Bologna        | Nem nyilvános összeg |
| 2013. június 16. | Gaby Mudingayi        | Bologna    | Internazionale | 750 000 €            |
| 2013. június 16. | Francesco Finocchio   | Bologna    | Parma          | Nem nyilvános összeg |
| 2013. június 16. | Nicola Capellini      | Bologna    | Cesena         | Nem nyilvános összeg |
| 2013. június 17. | Riccardo Casini       | Parma      | Bologna        | Nem nyilvános összeg |
| 2013. június 23. | Damjan Djokovic       | Cesena     | Bologna        | Nem nyilvános összeg |
| 2013. június 24. | Andrea Ingegneri      | Bologna    | Cesena         | Nem nyilvános összeg |
| 2013. július 9.  | Gianluca Curci        | Roma       | Bologna        | Kölcsönben           |

### Cagliari
| Dátum            | Név                 | Előző klub   | Új klub  | Ár                   |
| ---------------- | ------------------- | ------------ | -------- | -------------------- |
| 2013. június 10. | Danilo Avelar       | Karpati Lviv | Cagliari | 1 000 000 €          |
| 2013. június 14. | Mattia Gallon       | Savona       | Cagliari | Nem nyilvános összeg |
| 2013. június 16. | Marios Ikonomou     | Giannina     | Cagliari | 500 000 €            |
| 2013. június 17. | Mauro Vigorito      | Lumezzane    | Cagliari | Nem nyilvános összeg |
| 2013. július 9.  | Nikolaos Babaniotis | Giannina     | Cagliari | Szabad átigazolás    |

### Catania
| Dátum              | Név                  | Előző klub    | Új klub          | Ár                   |
| ------------------ | -------------------- | ------------- | ---------------- | -------------------- |
| 2013. április 24.  | Sebastian Leto       | Panathinaikos | Catania          | Szabad átigazolás    |
| 2013. június 11.   | Maks Barisic         | Koper         | Catania          | Nem nyilvános összeg |
| 2013. június 12.   | Alberto Frison       | Vicenza       | Catania          | Nem nyilvános összeg |
| 2013. június 16.   | Raphael Martinho     | Catania       | Verona           | Nem nyilvános összeg |
| 2013. július 2.    | Luca Calapai         | Catania       | Modena           | Nem nyilvános összeg |
| 2013. július 12.   | Mario Paglialunga    | Catania       | Real Zaragoza    | Nem nyilvános összeg |
| 2013. július 20.   | Francesco Lodi       | Catania       | Genoa            | Nem nyilvános összeg |
| 2013. július 20.   | Panajótisz Tahcídisz | Genoa         | Catania          | Nem nyilvános összeg |
| 2013. július 24.   | Mirko Antenucci      | Catania       | Ternana          | Kölcsönben           |
| 2013. július 25.   | Fabian Monzon        | Lyon          | Catania          | 4 000 000 €          |
| 2013. augusztus 3. | Alejandro Gomez      | Catania       | Metaliszt Harkiv | 7 000 000 €          |

### Chievo
| Dátum            | Név                 | Előző klub     | Új klub        | Ár                   |
| ---------------- | ------------------- | -------------- | -------------- | -------------------- |
| 2013. május 11.  | Marco Andreolli     | Chievo         | Internazionale | Szabad átigazolás    |
| 2013. június 11. | Jacopo Coletta      | Lumezzane      | Chievo         | Nem nyilvános összeg |
| 2013. június 12. | Marco Pavanello     | Alessandria    | Chievo         | Nem nyilvános összeg |
| 2013. június 16. | Yohan Tavares       | Standard Liège | Chievo         | 500 000 €            |
| 2013. június 16. | Domenico Franco     | Paganese       | Chievo         | Nem nyilvános összeg |
| 2013. június 17. | Filippo Fondi       | Pisa           | Chievo         | Nem nyilvános összeg |
| 2013. június 21. | Dejan Lazarevic     | Genoa          | Chievo         | Nem nyilvános összeg |
| 2013. június 23. | Pablo Granoche      | Cesena         | Chievo         | Nem nyilvános összeg |
| 2013. június 24. | Isaac Cofie         | Chievo         | Genoa          | Nem nyilvános összeg |
| 2013. június 27. | Kamil Vacek         | Chievo         | Sparta Praha   | Kölcsönben           |
| 2013. július 2.  | Bojan Jokic         | Chievo         | Bursaspor      | Szabad átigazolás    |
| 2013. július 3.  | Riccardo Improta    | Genoa          | Chievo         | Kölcsönben           |
| 2013. július 8.  | Níkosz Szpirópulosz | Chievo         | PAÓK           | Szabad átigazolás    |
| 2013. július 14. | Pablo Granoche      | Chievo         | Cesena         | Kölcsönben           |
| 2013. július 17. | Ivan Radovanovic    | Atalanta       | Chievo         | Nem nyilvános összeg |
| 2013. július 18. | Manuel Pamic        | Sparta Praha   | Chievo         | Kölcsönben           |
| 2013. július 19. | Adrian Calello      | Siena          | Chievo         | Nem nyilvános összeg |
| 2013. június 30. | Yohan Tavares       | Chievo         | Estoril-Praia  | Nem nyilvános összeg |

### Fiorentina
| Dátum            | Név                 | Előző klub     | Új klub         | Ár                   |
| ---------------- | ------------------- | -------------- | --------------- | -------------------- |
| 2013. május 13.  | Oleksandr Yakovenko | Anderlecht     | Fiorentina      | Szabad átigazolás    |
| 2013. május 20.  | Marcos Alonso       | Bolton         | Fiorentina      | Szabad átigazolás    |
| 2013. június 13. | Joaquín             | Málaga         | Fiorentina      | 2 000 000 €          |
| 2013. június 19. | Gustavo Munúa       | Levante        | Fiorentina      | Szabad átigazolás    |
| 2013. június 20. | Juan Cuadrado       | Udinese        | Fiorentina      | 5 000 000 €          |
| 2013. június 23. | Marko Bakic         | Torino         | Fiorentina      | Nem nyilvános összeg |
| 2013. július 4.  | Massimo Ambrosini   | Milan          | Fiorentina      | Szabad átigazolás    |
| 2013. július 5.  | Luca Toni           | Fiorentina     | Verona          | Szabad átigazolás    |
| 2013. július 8.  | Felipe              | Fiorentina     | Parma           | Nem nyilvános összeg |
| 2013. július 8.  | Mario Gómez         | Bayern München | Fiorentina      | Nem nyilvános összeg |
| 2013. július 11. | Haris Seferovic     | Fiorentina     | Real Sociedad   | 3 000 000 €          |
| 2013. július 14. | Michele Camporese   | Fiorentina     | Cesena          | Kölcsönben           |
| 2013. július 19. | Stevan Jovetić      | Fiorentina     | Manchester City | 26 000 000 €         |

### Genoa
| Dátum              | Név                  | Előző klub    | Új klub   | Ár                   |
| ------------------ | -------------------- | ------------- | --------- | -------------------- |
| 2013. június 14.   | Selim Ben Djemia     | Genoa         | Laval     | Szabad átigazolás    |
| 2013. június 19.   | Giacomo Beretta      | Genoa         | Milan     | Nem nyilvános összeg |
| 2013. június 21.   | Dejan Lazarevic      | Genoa         | Chievo    | Nem nyilvános összeg |
| 2013. június 23.   | Panajótisz Tahcídisz | Roma          | Genoa     | 3 000 000 €          |
| 2013. június 23.   | Mattia Destro        | Genoa         | Roma      | 4 500 000 €          |
| 2013. június 24.   | Isaac Cofie          | Chievo        | Genoa     | Nem nyilvános összeg |
| 2013. július 3.    | Riccardo Improta     | Genoa         | Chievo    | Kölcsönben           |
| 2013. július 8.    | Eduardo Carvalho     | Genoa         | Braga     | Kölcsönben           |
| 2013. július 8.    | Francesco Acerbi     | Genoa         | Sassuolo  | Nem nyilvános összeg |
| 2013. július 9.    | Cesare Bovo          | Genoa         | Torino    | Nem nyilvános összeg |
| 2013. július 12.   | Emiliano Moretti     | Genoa         | Torino    | Szabad átigazolás    |
| 2013. július 12.   | Moussa Konate        | FK Krasznodar | Genoa     | Kölcsönben           |
| 2013. július 12.   | Sime Vrsaljko        | Dinamo Zagreb | Genoa     | Nem nyilvános összeg |
| 2013. július 14.   | Ciro Immobile        | Genoa         | Torino    | 2 700 000 €          |
| 2013. július 15.   | Sebastien Frey       | Genoa         | Bursaspor | Nem nyilvános összeg |
| 2013. július 20.   | Francesco Lodi       | Catania       | Genoa     | Nem nyilvános összeg |
| 2013. július 20.   | Panajótisz Tahcídisz | Genoa         | Catania   | Nem nyilvános összeg |
| 2013. július 25.   | Mario Santana        | Napoli        | Genoa     | Nem nyilvános összeg |
| 2013. július 29.   | Rodney Strasser      | Milan         | Genoa     | 4 000 000 €          |
| 2013. augusztus 4. | Kevin Vinetot        | Genoa         | Lecce     | Kölcsönben           |

### Internazionale
| Dátum              | Név               | Előző klub     | Új klub          | Ár                   |
| ------------------ | ----------------- | -------------- | ---------------- | -------------------- |
| 2013. március 7.   | Ruben Botta       | Tigre          | Internazionale   | Nem nyilvános összeg |
| 2013. május 10.    | Hugo Campagnaro   | Napoli         | Internazionale   | Szabad átigazolás    |
| 2013. május 11.    | Marco Andreolli   | Chievo         | Internazionale   | Szabad átigazolás    |
| 2013. május 15.    | Diego Laxalt      | Defensor       | Internazionale   | 2 300 000 €          |
| 2013. június 13.   | Matteo Bianchetti | Internazionale | Verona           | Nem nyilvános összeg |
| 2013. június 16.   | Gaby Mudingayi    | Bologna        | Internazionale   | 750 000 €            |
| 2013. június 22.   | Giulio Donati     | Internazionale | Bayer Leverkusen | 3 000 000 €          |
| 2013. június 27.   | Luca Caldirola    | Internazionale | Werder Bremen    | 2 250 000 €          |
| 2013. június 27.   | Antonio Cassano   | Internazionale | Parma            | Nem nyilvános összeg |
| 2013. július 5.    | Ishak Belfodil    | Parma          | Internazionale   | Nem nyilvános összeg |
| 2013. július 10.   | Marco Benassi     | Internazionale | Livorno          | Kölcsönben           |
| 2013. július 10.   | Francesco Bardi   | Internazionale | Livorno          | Kölcsönben           |
| 2013. július 15.   | Vid Belec         | Internazionale | Olhanense        | Kölcsönben           |
| 2013. július 27.   | Daniel Bessa      | Internazionale | Olhanense        | Kölcsönben           |
| 2013. augusztus 2. | Matias Silvestre  | Internazionale | Milan            | Kölcsönben           |

### Juventus
| Dátum             | Név                  | Előző klub      | Új klub         | Ár                   |
| ----------------- | -------------------- | --------------- | --------------- | -------------------- |
| 2013. április 20. | Fernando Llorente    | Athletic Bilbao | Juventus        | Szabad átigazolás    |
| 2013. június 13.  | Federico Peluso      | Atalanta        | Juventus        | 4 800 000 €          |
| 2013. június 15.  | Andrea Schiavone     | Juventus        | Siena           | Nem nyilvános összeg |
| 2013. június 16.  | Alberto Gallinetta   | Parma           | Juventus        | Nem nyilvános összeg |
| 2013. június 26.  | Carlos Tévez         | Manchester City | Juventus        | 15 000 000 €         |
| 2013. június 28.  | Angelo Ogbonna       | Torino          | Juventus        | Nem nyilvános összeg |
| 2013. július 1.   | Raffaele Alcibiade   | Juventus        | Budapest Honvéd | Szabad átigazolás    |
| 2013. július 3.   | Laurentiu Branescu   | Juventus        | Juve Stabia     | Kölcsönben           |
| 2013. július 4.   | Nicolas Anelka       | Juventus        | West Bromwich   | Szabad átigazolás    |
| 2013. július 10.  | Simone Zaza          | Juventus        | Sassuolo        | 2 500 000 €          |
| 2013. július 10.  | Manolo Gabbiadini    | Juventus        | Sampdoria       | 5 500 000 €          |
| 2013. július 11.  | Emanuele Giaccherini | Juventus        | Sunderland      | 9 000 000 €          |
| 2013. július 16.  | Felipe Melo          | Juventus        | Galatasaray     | 5 000 000 €          |
| 2013. július 31.  | Nicola Leali         | Juventus        | Spezia          | Kölcsönben           |

### Lazio
| Dátum            | Név              | Előző klub     | Új klub    | Ár                   |
| ---------------- | ---------------- | -------------- | ---------- | -------------------- |
| 2013. május 7.   | Brayan Perea     | Deportivo Cali | Lazio      | 2 000 000 €          |
| 2013. május 19.  | Javier Garrido   | Lazio          | Norwich    | 1 500 000 €          |
| 2013. június 10. | Modibo Diakite   | Lazio          | Sunderland | Szabad átigazolás    |
| 2013. június 13. | Diego Novaretti  | Toluca         | Lazio      | Nem nyilvános összeg |
| 2013. június 15. | Giuseppe Capua   | Salernitana    | Lazio      | Nem nyilvános összeg |
| 2013. június 17. | Antonio Candreva | Udinese        | Lazio      | 1 700 000 €          |
| 2013. június 17. | Salam Dene       | Salernitana    | Lazio      | Nem nyilvános összeg |
| 2013. június 17. | Pasquale Foggia  | Lazio          | Dubaj CSC  | Szabad átigazolás    |
| 2013. július 9.  | Felipe Anderson  | Santos         | Lazio      | 8 000 000 €          |
| 2013. július 21. | Lucas Biglia     | Anderlecht     | Lazio      | 7 000 000 €          |

### Livorno
| Dátum            | Név             | Előző klub     | Új klub | Ár                   |
| ---------------- | --------------- | -------------- | ------- | -------------------- |
| 2013. július 10. | Marco Benassi   | Internazionale | Livorno | Kölcsönben           |
| 2013. július 10. | Francesco Bardi | Internazionale | Livorno | Kölcsönben           |
| 2013. július 31. | Leandro Greco   | Olimbiakósz    | Livorno | Nem nyilvános összeg |

### Milan
| Dátum              | Név               | Előző klub       | Új klub    | Ár                   |
| ------------------ | ----------------- | ---------------- | ---------- | -------------------- |
| 2013. május 12.    | Jherson Vergara   | Deportes Quindío | Milan      | 2 000 000 €          |
| 2013. május 27.    | Cristian Zapata   | Villarreal       | Milan      | 6 000 000 €          |
| 2013. június 19.   | Luca Ghiringhelli | Novara           | Milan      | Nem nyilvános összeg |
| 2013. június 19.   | Giacomo Beretta   | Genoa            | Milan      | Nem nyilvános összeg |
| 2013. június 22.   | Riccardo Saponara | Empoli           | Milan      | 4 000 000 €          |
| 2013. június 29.   | Gianmario Comi    | Milan            | Novara     | Kölcsönben           |
| 2013. július 4.    | Massimo Ambrosini | Milan            | Fiorentina | Szabad átigazolás    |
| 2013. július 6.    | Taye Taiwo        | Milan            | Bursaspor  | Szabad átigazolás    |
| 2013. július 12.   | Bartosz Salamon   | Milan            | Sampdoria  | Kölcsönben           |
| 2013. július 29.   | Rodney Strasser   | Milan            | Genoa      | 4 000 000 €          |
| 2013. július 29.   | Didac Vila        | Milan            | Real Betis | Kölcsönben           |
| 2013. augusztus 2. | Matias Silvestre  | Internazionale   | Milan      | Kölcsönben           |

### Napoli
| Dátum              | Név                 | Előző klub    | Új klub        | Ár                   |
| ------------------ | ------------------- | ------------- | -------------- | -------------------- |
| 2013. május 10.    | Hugo Campagnaro     | Napoli        | Internazionale | Szabad átigazolás    |
| 2013. június 11.   | Andrea Mazzarani    | Napoli        | Udinese        | Nem nyilvános összeg |
| 2013. június 20.   | Pablo Armero        | Udinese       | Napoli         | 4 000 000 €          |
| 2013. június 25.   | Dries Mertens       | PSV Eindhoven | Napoli         | 9 700 000 €          |
| 2013. július 2.    | Luca Cigarini       | Napoli        | Atalanta       | 2 250 000 €          |
| 2013. július 11.   | José María Callejón | Real Madrid   | Napoli         | 10 000 000 €         |
| 2013. július 12.   | Omar El Kaddouri    | Napoli        | Torino         | Kölcsönben           |
| 2013. július 13.   | Rafael              | Santos        | Napoli         | 5 000 000 €          |
| 2013. július 16.   | Edinson Cavani      | Napoli        | PSG            | 64 000 000 €         |
| 2013. július 21.   | Raúl Albiol         | Real Madrid   | Napoli         | 12 000 000 €         |
| 2013. július 23.   | Pepe Reina          | Liverpool     | Napoli         | Kölcsönben           |
| 2013. július 25.   | Mario Santana       | Napoli        | Genoa          | Nem nyilvános összeg |
| 2013. július 28.   | Gonzalo Higuaín     | Real Madrid   | Napoli         | 37 000 000 €         |
| 2013. augusztus 5. | Luigi Vitale        | Napoli        | Juve Stabia    | Kölcsönben           |

### Parma
| Dátum              | Név                 | Előző klub     | Új klub        | Ár                   |
| ------------------ | ------------------- | -------------- | -------------- | -------------------- |
| 2013. május 5.     | Dorlan Pabon        | Parma          | Monterrey      | 4 800 000 €          |
| 2013. május 8.     | Terry Antonis       | Sydney         | Parma          | Nem nyilvános összeg |
| 2013. május 10.    | Pedro Mendes        | Sporting CP    | Parma          | Szabad átigazolás    |
| 2013. május 28.    | Andres Sampedro     | Platanias      | Parma          | Nem nyilvános összeg |
| 2013. június 11.   | Tomislav Saric      | Inter-Zaprešić | Parma          | Szabad átigazolás    |
| 2013. június 16.   | Alberto Gallinetta  | Parma          | Juventus       | Nem nyilvános összeg |
| 2013. június 16.   | Francesco Finocchio | Bologna        | Parma          | Nem nyilvános összeg |
| 2013. június 17.   | Riccardo Casini     | Parma          | Bologna        | Nem nyilvános összeg |
| 2013. július 1.    | Mario Rui           | Parma          | Empoli         | Nem nyilvános összeg |
| 2013. június 27.   | Antonio Cassano     | Internazionale | Parma          | Nem nyilvános összeg |
| 2013. július 5.    | Ishak Belfodil      | Parma          | Internazionale | Nem nyilvános összeg |
| 2013. július 5.    | Nwankwo Obiora      | Parma          | CFR Cluj       | Nem nyilvános összeg |
| 2013. július 6.    | Soufiane Bidaoui    | Lierse         | Parma          | Szabad átigazolás    |
| 2013. július 8.    | Felipe              | Fiorentina     | Parma          | Nem nyilvános összeg |
| 2013. július 22.   | Afriyie Acquah      | Hoffenheim     | Parma          | Kölcsönben           |
| 2013. augusztus 1. | Slawomir Peszko     | Köln           | Parma          | Nem nyilvános összeg |

### Roma
| Dátum            | Név                  | Előző klub      | Új klub  | Ár                   |
| ---------------- | -------------------- | --------------- | -------- | -------------------- |
| 2013. június 5.  | Maarten Stekelenburg | Roma            | Fulham   | 5 600 000 €          |
| 2013. június 11. | Stefano Sabelli      | Roma            | Bari     | Nem nyilvános összeg |
| 2013. június 23. | Panajótisz Tahcídisz | Roma            | Genoa    | 3 000 000 €          |
| 2013. június 23. | Mattia Destro        | Genoa           | Roma     | 4 500 000 €          |
| 2013. június 24. | Gianluca Caprari     | Pescara         | Roma     | 2 000 000 €          |
| 2013. július 2.  | Luca Antei           | Roma            | Sassuolo | 500 000 €            |
| 2013. július 9.  | Matteo Brighi        | Roma            | Torino   | Nem nyilvános összeg |
| 2013. július 9.  | Gianluca Curci       | Roma            | Bologna  | Kölcsönben           |
| 2013. július 9.  | Marco D'Alessandro   | Roma            | Cesena   | Kölcsönben           |
| 2013. július 14. | Tin Jedvaj           | Dinamo Zagreb   | Roma     | 5 000 000 €          |
| 2013. július 15. | Nicolas Lopez        | Roma            | Udinese  | 1 000 000 €          |
| 2013. július 15. | Valerio Verre        | Roma            | Udinese  | 2 500 000 €          |
| 2013. július 15. | Mehdi Benatija       | Udinese         | Roma     | 13 500 000 €         |
| 2013. július 18. | Maicon               | Manchester City | Roma     | Szabad átigazolás    |
| 2013. július 18. | Kevin Strootman      | PSV             | Roma     | 18 000 000 €         |
| 2013. július 19. | Marquinhos           | Roma            | PSG      | 35 000 000 €         |

### Sampdoria
| Dátum            | Név                 | Előző klub       | Új klub          | Ár                   |
| ---------------- | ------------------- | ---------------- | ---------------- | -------------------- |
| 2013. június 12. | Fabrizio Cacciatore | Sampdoria        | Verona           | 500 000 €            |
| 2013. június 16. | Emanuele Testardi   | Südtirol         | Sampdoria        | Nem nyilvános összeg |
| 2013. június 16. | Mirko Eramo         | Crotone          | Sampdoria        | Nem nyilvános összeg |
| 2013. június 17. | Francesco Signori   | Sampdoria        | Modena           | Nem nyilvános összeg |
| 2013. július 1.  | Emanuele Testardi   | Sampdoria        | Budapest Honvéd  | Kölcsönben           |
| 2013. július 2.  | Jonathan Rossini    | Sampdoria        | Sassuolo         | Nem nyilvános összeg |
| 2013. július 3.  | Federico Piovaccari | Sampdoria        | Steaua București | Kölcsönben           |
| 2013. július 6.  | Fernando Tissone    | Sampdoria        | Málaga           | Szabad átigazolás    |
| 2013. július 10. | Manolo Gabbiadini   | Juventus         | Sampdoria        | 5 500 000 €          |
| 2013. július 10. | Pawel Wszolek       | Polonia Warszawa | Sampdoria        | Szabad átigazolás    |
| 2013. július 12. | Bartosz Salamon     | Milan            | Sampdoria        | Kölcsönben           |

### Sassuolo
| Dátum            | Név              | Előző klub       | Új klub  | Ár                   |
| ---------------- | ---------------- | ---------------- | -------- | -------------------- |
| 2013. július 2.  | Jasmin Kurtic    | Palermo          | Sassuolo | 2 500 000 €          |
| 2013. július 2.  | Luca Antei       | Roma             | Sassuolo | 500 000 €            |
| 2013. július 2.  | Jonathan Rossini | Sampdoria        | Sassuolo | Nem nyilvános összeg |
| 2013. július 8.  | Francesco Acerbi | Genoa            | Sassuolo | Nem nyilvános összeg |
| 2013. július 10. | Simone Zaza      | Juventus         | Sassuolo | 2 500 000 €          |
| 2013. július 10. | Marius Alexe     | Dinamo București | Sassuolo | Kölcsönben           |

### Torino
| Dátum            | Név                 | Előző klub | Új klub    | Ár                   |
| ---------------- | ------------------- | ---------- | ---------- | -------------------- |
| 2013. május 30.  | Daniele Padelli     | Udinese    | Torino     | Nem nyilvános összeg |
| 2013. június 18. | Alessandro Agostini | Torino     | Verona     | Nem nyilvános összeg |
| 2013. június 19. | Alexander Farnerud  | Young Boys | Torino     | 2 000 000 €          |
| 2013. június 23. | Marko Bakic         | Torino     | Fiorentina | Nem nyilvános összeg |
| 2013. június 28. | Angelo Ogbonna      | Torino     | Juventus   | Nem nyilvános összeg |
| 2013. július 4.  | Nicola Bellomo      | Bari       | Torino     | 1 400 000 €          |
| 2013. július 9.  | Matteo Brighi       | Roma       | Torino     | Nem nyilvános összeg |
| 2013. július 9.  | Cesare Bovo         | Genoa      | Torino     | Nem nyilvános összeg |
| 2013. július 12. | Emiliano Moretti    | Genoa      | Torino     | Szabad átigazolás    |
| 2013. július 12. | Omar El Kaddouri    | Napoli     | Torino     | Kölcsönben           |
| 2013. július 14. | Ciro Immobile       | Genoa      | Torino     | 2 700 000 €          |
| 2013. július 28. | Alen Stevanović     | Torino     | Palermo    | Kölcsönben           |
| 2013. július 31. | Marcelo Larrondo    | Siena      | Torino     | Nem nyilvános összeg |

### Udinese
| Dátum            | Név                 | Előző klub     | Új klub       | Ár                   |
| ---------------- | ------------------- | -------------- | ------------- | -------------------- |
| 2013. május 2.   | Bruno Fernandes     | Novara         | Udinese       | Nem nyilvános összeg |
| 2013. május 11.  | Igor Bubnjic        | Slaven Belupo  | Udinese       | 1 500 000 €          |
| 2013. május 12.  | Frano Mlinar        | Inter-Zaprešić | Udinese       | 1 000 000 €          |
| 2013. május 13.  | Silvan Widmer       | Granada        | Udinese       | Nem nyilvános összeg |
| 2013. május 30.  | Daniele Padelli     | Udinese        | Torino        | Nem nyilvános összeg |
| 2013. május 31.  | Ivan Kelava         | Dinamo Zagreb  | Udinese       | 600 000 €            |
| 2013. június 11. | Andrea Mazzarani    | Napoli         | Udinese       | Nem nyilvános összeg |
| 2013. június 17. | Antonio Candreva    | Udinese        | Lazio         | 1 700 000 €          |
| 2013. június 20. | Juan Cuadrado       | Udinese        | Fiorentina    | 5 000 000 €          |
| 2013. június 20. | Pablo Armero        | Udinese        | Napoli        | 4 000 000 €          |
| 2013. június 30. | Javier Acuna        | Girona         | Udinese       | Szabad átigazolás    |
| 2013. június 30. | Javier Acuna        | Udinese        | Watford       | Kölcsönben           |
| 2013. július 2.  | Jadson              | Botafogo       | Udinese       | 2 500 000 €          |
| 2013. július 15. | Nicolas Lopez       | Roma           | Udinese       | 1 000 000 €          |
| 2013. július 15. | Valerio Verre       | Roma           | Udinese       | 2 500 000 €          |
| 2013. július 15. | Mehdi Benatija      | Udinese        | Roma          | 13 500 000 €         |
| 2013. július 20. | Marco Faraoni       | Udinese        | Watford       | Nem nyilvános összeg |
| 2013. július 20. | Gabriele Angella    | Udinese        | Watford       | Nem nyilvános összeg |
| 2013. július 20. | Diego Fabbrini      | Udinese        | Watford       | Nem nyilvános összeg |
| 2013. július 20. | Cristian Battocchio | Udinese        | Watford       | Nem nyilvános összeg |
| 2013. július 21. | Almen Abdi          | Udinese        | Watford       | Nem nyilvános összeg |
| 2013. július 30. | Jaime Romero        | Udinese        | Real Madrid B | Kölcsönben           |

### Verona
| Dátum              | Név                 | Előző klub     | Új klub      | Ár                   |
| ------------------ | ------------------- | -------------- | ------------ | -------------------- |
| 2013. június 12.   | Fabrizio Cacciatore | Sampdoria      | Verona       | 500 000 €            |
| 2013. június 13.   | Matteo Bianchetti   | Internazionale | Verona       | Nem nyilvános összeg |
| 2013. június 16.   | Raphael Martinho    | Catania        | Verona       | Nem nyilvános összeg |
| 2013. június 18.   | Alessandro Agostini | Torino         | Verona       | Nem nyilvános összeg |
| 2013. június 21.   | Massimo Donati      | Palermo        | Verona       | Nem nyilvános összeg |
| 2013. június 28.   | Alejandro Gonzalez  | Peñarol        | Verona       | Szabad átigazolás    |
| 2013. július 5.    | Luca Toni           | Fiorentina     | Verona       | Szabad átigazolás    |
| 2013. július 15.   | Tony Huston         | Verona         | Pro Vercelli | Kölcsönben           |
| 2013. július 19.   | Ezequiel Cirigliano | River Plate    | Verona       | Kölcsönben           |
| 2013. augusztus 2. | Emanuel Rivas       | Verona         | Spezia       | Nem nyilvános összeg |

forrás: